# Dasa-eup
Dasa-eup (koreanska: 다사읍) är en köping i landskommunen Dalseong-gun i provinsen Daegu, i den centrala delen av Sydkorea, 230 km sydost om huvudstaden Seoul.
Tillsammans med Habin-myeon utgör Dasa-eup den norra delen av Dalseong-gun och är geografiskt fristående från den södra delen av kommunen.